# Église Saint-Siméon de Bordeaux
L'église Saint-Siméon de Bordeaux est construite entre le XIVe et le XVIIe siècle, au nord de l'actuelle place Camille-Jullian. Désaffectée lors de la Révolution française, elle abrite alors diverses activités, jusqu'à un cinéma d'art et d'essai du réseau Utopia à partir de 1999.

## Description

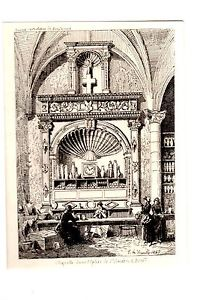
Chapelle dans l'église Saint-Siméon à Bordeaux, eau-forte de Verneilly (XIXe siècle)

De construction gothique, édifiée en calcaire, l'église possède à l'origine une nef unique et un chevet plat. Un bas-côté la flanque au nord. Un des contreforts de sa façade sud — la seule encore visible aujourd’hui — conserve une niche en arc brisé trilobé, coiffé d'un pinacle daté de la fin du XIIIe ou du début du XIVe siècle. Ses baies du XIVe siècle étaient décorées de remplages rayonnants aujourd'hui disparus. 
La chapelle qui subsiste dans l’ancienne nef est d'époque renaissance. Elle constitue un exemple de la transition entre le gothique finissant et le classicisme à l’italienne. Un de ses retables, en pierre, à colonnes encadrant une coquille, est conservé au musée d'Aquitaine
L'église est désormais enserrée dans des bâtiments civils plus récentes : à l'est son chevet et à l'ouest sa façade ont été absorbés dans les immeubles voisins.

## Histoire religieuse

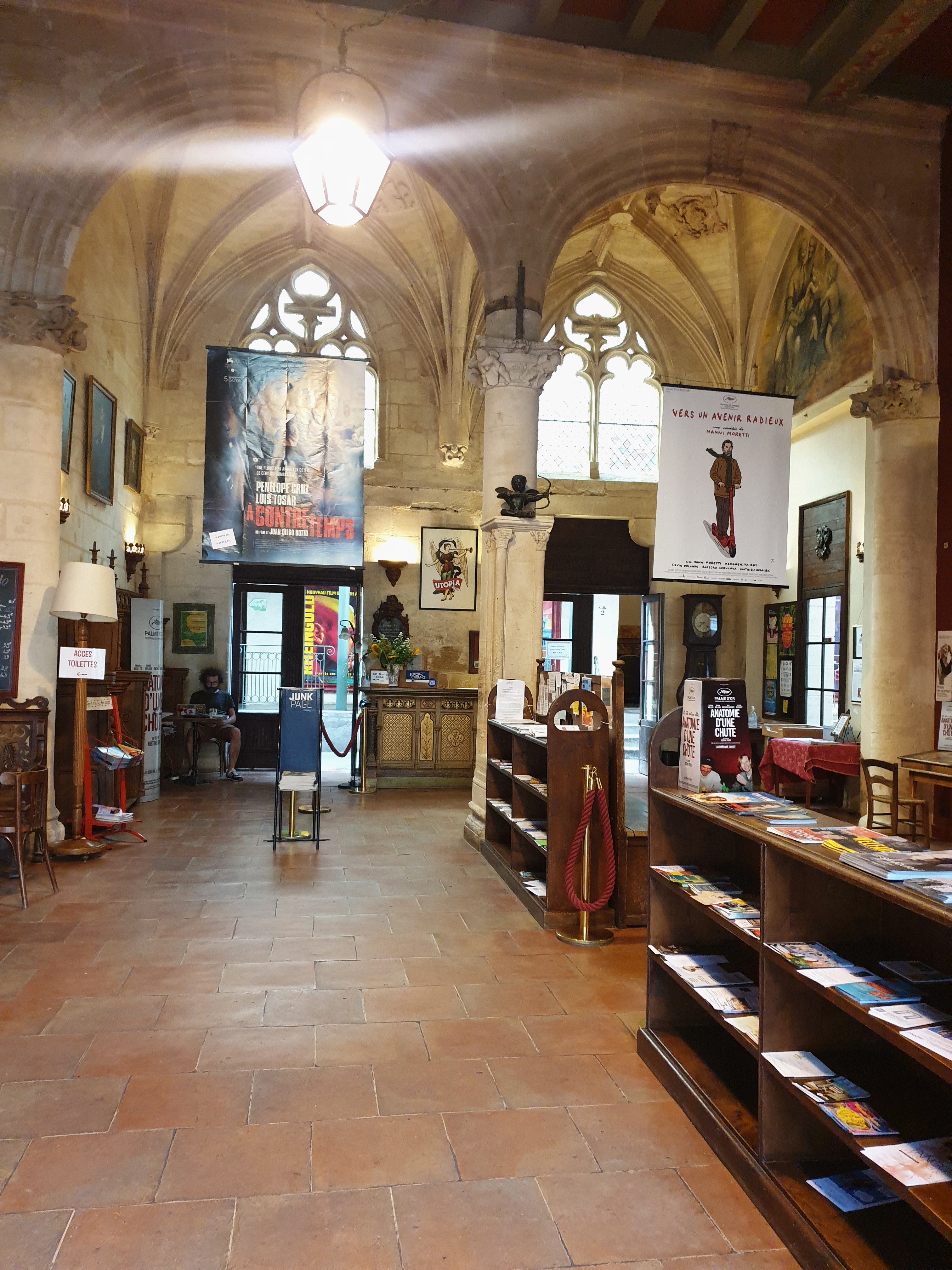
Ancienne Église Saint-Siméon de Bordeaux (2023)

L'église initiale est bâtie au VIe siècle et dédiée à Siméon le Stylite à l'initiative de l'évêque Léonce le Jeune,,,. Son souvenir a longtemps perduré dans l'odonyme rua de la Gleysa Beltha de Sent Symeon, et le toponyme local à la Behla Gleysa (la Belle Église). Son emplacement se trouverait sous l’actuel n°6 de la rue Saint-Siméona.
Elle devient paroisse au XIIe siècle, dépendant du chapitre de Saint-André,. Reconstruite à partir du XIVe siècle, l'église connaît une forte activité au cours de la guerre de Cent Ans. Sa nef sert alors de sépulture, puis avec l'épidémie de peste qui frappe la ville en 1489 un cimetière l'entoure, aujourd'hui probablement éliminé par des travaux de creusement du parking souterrain de la place Camille-Jullian,.
La chapelle qui subsiste est édifiée au XVIe siècle par le maître-maçon Guillaume Médion, de la paroisse de Saint-Michel, un des bâtisseurs en 1525 du couvent des Annonciades à Bordeaux. Elle porte le monogramme du prêtre François Dumoulin Auroy, seigneur de Lanaude, qui a engagé Médion pour sa construction en 1529 pour la somme de 260 livres. 
L'église au sommet de son activité comportait cinq chapelles. Elle abritait les confréries des fourbisseurs et des canautiers (boulangers fabricant de couronnes), puis à partir de 1654 les dames d'une compagnie du Saint-Sacrement.  
La paroisse est supprimée en 1791 par Mgr d'Aviau, archevêque de Bordeaux, ou plus vraisemblablement par son prédécesseur Mgr Pacareau,.

## Affectations ultérieures
L'ancienne église est alors utilisée pendant quelque temps comme salpêtrière.
À partir de décembre 1836, le bâtiment abrite l’« École navale des mousses et des novices » des frères Laporte, anciens officiers de marine marchande. Ceux-ci y installent également un établissement baptisé « Gymnase français ». L’école est subventionnée par la municipalité , et ses fondateurs affichent des visées sociales et pédagogiques, cherchant à extraire de la misère des enfants des quartiers populaires du port. Plus tard, elle est déménagée à bord du trois-mâts royal La Brillante, ancré dans la Garonne.
En 1892, c’est une fabrique de conserves alimentaires  qui l’occupe. La famille Teyssoneau qui la dirige invente le mécanisme à clef d’ouverture des boîtes de sardine.

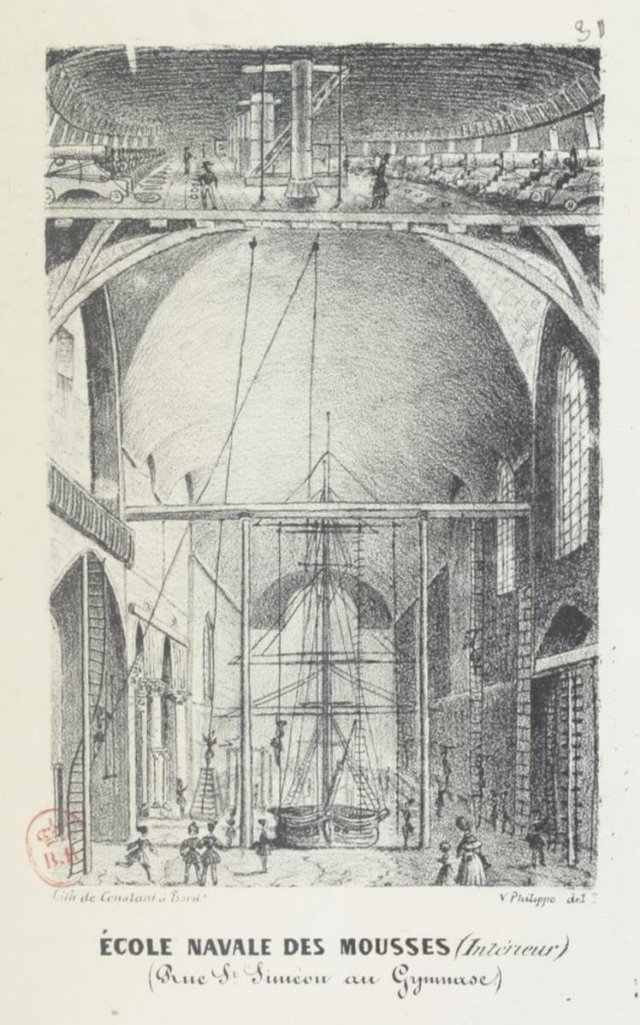
École navale des mousses dans l'ancienne église Saint-Siméon.
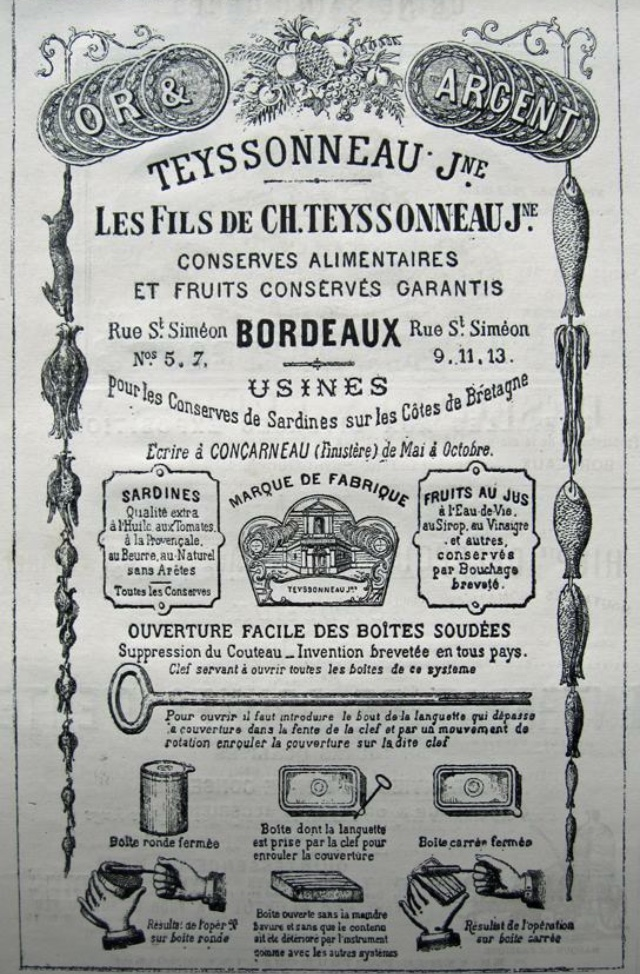
Publicité de la conserverie Teyssonneau, inventeur de la clé d'ouverture.
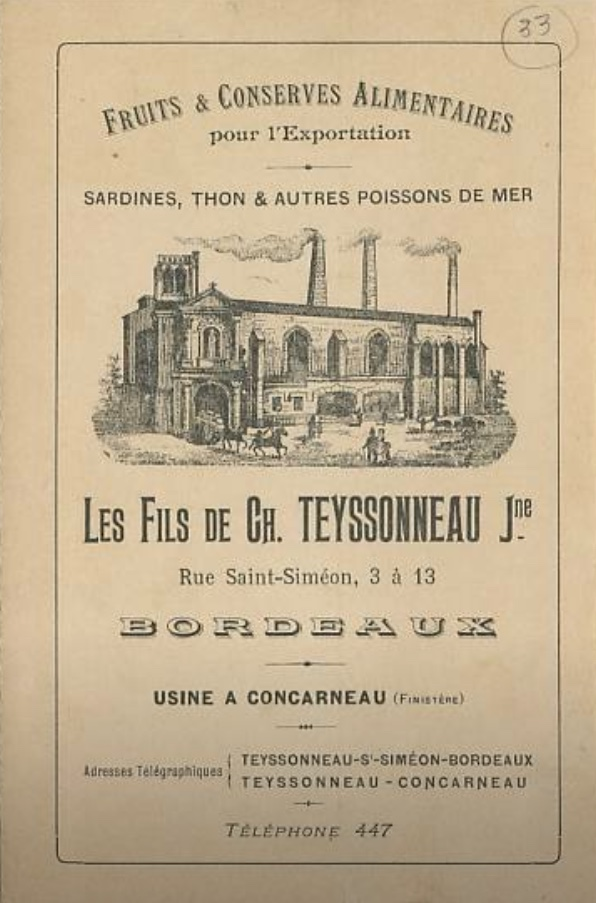
L'ancienne église Saint-Siméon vue du sud.

Au XXe siècle, le bâtiment est reconverti en garage automobile de la marque Axial, puis il fait office de parking,,. En septembre 1999 un cinéma du réseau Utopia est inauguré à sa place.